# Nelima victorae
Nelima victorae is een hooiwagen uit de familie Sclerosomatidae.